# Исак Лурия
Исак бен Соломон Лурия Ашкенази (на иврит: יִצְחָק בן שלמה לוּרְיָא אשכנזי) е еврейски равин, основоположник на съвременната Кабала.
Роден е през 1534 година в Йерусалим. Баща му умира, докато е още дете, след което е отгледан от вуйчо си, сефарадски прекупвач на данъци в Кайро, където получава много добро образование. Връща се в Ерец Израел през 1569 година и малко по-късно се установява в Сафед. Макар да оставя записани само няколко стихотворения, той създава своя активна школа в Кабала с множество последователи, които го почитат до наши дни.
Исак Лурия умира на 25 юли 1572 година в Сафед.